# Tanjung Harapan (Tanjung Raja)
Tanjung Harapan is een bestuurslaag in het regentschap Ogan Ilir van de provincie Zuid-Sumatra, Indonesië. Tanjung Harapan telt 861 inwoners (volkstelling 2010).